# Parafia św. Wawrzyńca w Kościelnej Wsi (diecezja włocławska)
Parafia Świętego Wawrzyńca w Kościelnej Wsi – parafia rzymskokatolicka, znajdująca się w diecezji włocławskiej, w dekanacie bądkowskim. 

## Duszpasterze
- proboszcz: ks. kan. Bogusław Wiszowaty (od 2008)

## Kościoły
- kościół parafialny: Kościół św. Wawrzyńca w Kościelnej Wsi